# Lingua winnebago
La lingua winnebago, chiamata ho-chunk nella nomenclatura ISO 639, nota anche come hocák, hocak wazijaci, hocank o hochank, è una lingua siouan parlata negli Stati Uniti d'America, in Nebraska e Wisconsin.

## Distribuzione geografica
La lingua è parlata dagli appartenenti alla tribù Winnebago del Nebraska e alla Nazione Ho-Chunk del Wisconsin. Secondo Ethnologue, nel 2007 contava 250 locutori.  

## Storia
Importante studioso di questa lingua è stato Paul Radin, in The Winnebago tribe (U. of Nebraska Press, 1970), e che cercò anche di approfondire il linguaggio dei complessi testi religiosi arcaici dei riti tribali.

## Sistema di scrittura
Per la scrittura viene utilizzato l'alfabeto latino.